# Boisredon
Boisredon är en kommun i departementet Charente-Maritime i regionen Nouvelle-Aquitaine i västra Frankrike. Kommunen ligger  i kantonen Mirambeau som ligger i arrondissementet Jonzac. År 2022 hade Boisredon 713 invånare.

## Befolkningsutveckling
Antalet invånare i kommunen Boisredon
Referens:INSEE